# The Duchess (film)
The Duchess is een Britse biografische dramafilm uit 2008 onder regie van Saul Dibb. Het verhaal hiervan is gebaseerd op dat uit het boek Georgiana. Duchess of Devonshire van Amanda Foreman, over het leven van  Georgiana Cavendish, hertogin van Devonshire. The Duchess won zowel de Oscar, de BAFTA Award als de Satellite Award voor beste kostuums. Daarnaast was de film genomineerd voor onder meer de Oscar voor beste art direction, de Golden Globe voor beste bijrolspeler (Ralph Fiennes), de BAFTA Award voor beste grime, de publieksprijs van de European Film Awards 2009 en de People's Choice Award voor favoriete onafhankelijke film.

## Verhaal
Georgiana Spencer is een glamoureuze jongedame die opgroeit in de tweede helft van de 18e eeuw. Ze staat bekend als de meest fascinerende hertogin van haar tijd die zich aan de top van de sociale ladder bevindt. Op 17-jarige leeftijd trouwt ze met de hertog van Devonshire (William Cavendish). Hij is alleen geïnteresseerd in het nageslacht dat ze hem kan bieden, van liefde is absoluut geen sprake. Hoewel Georgiana aanvankelijk nog een greintje hoop heeft op romantiek in het huwelijk, houdt de hertog zich enkel bezig met het verleiden van de dienstmeiden en met zijn honden.
Georgiana brengt haar dagen door met het organiseren van memorabele feesten en vermaakt mensen die zich aan de top van de sociale ladder bevinden. Ze vervreemdt steeds meer van haar echtgenoot als blijkt dat ze niet in staat is te bevallen van een zoon. Ze heeft inmiddels twee dochters, maar geen van beiden kunnen de titel van hun vader overnemen.
In Bath leert ze Lady Elizabeth "Bess" Foster kennen en al snel worden ze de beste vriendinnen. Bess heeft, net zoals Georgiana, een slecht huwelijk. Haar man geeft haar geen toestemming haar kinderen te zien. Georgiana heeft medelijden met haar en nodigt haar uit in haar huis te verblijven. Hier krijgt ze een affaire met de hertog. Als Georgiana dit ontdekt, voelt ze zich verraden. Ze eist dat Bess uit huis gezet wordt, maar de hertog is daartoe niet bereid. Bess legt uit dat ze enkel het bed met hem deelt om zijn invloed te kunnen gebruiken, om zich weer te kunnen herenigen met haar kinderen.
Georgiana was altijd al gesteld op Charles Grey, een vriend uit het verleden. Charles heeft bepaalde politieke ideeën en Georgiana gebruikt haar aanzien en publieke bekendheid om zijn standpunten algemeen bekend te maken. Ondertussen worden ze verliefd op elkaar en het duurt niet lang voordat een affaire begint. De hertog is woedend hierover. Georgiana vertelt haar man dat ze bereid is zijn affaire met Bess toe te staan, op voorwaarde dat zij Grey mag blijven zien. Hij is echter razend en verbiedt zijn vrouw Grey ooit nog te zien. Kiest ze voor Grey, dan mag ze nooit haar kinderen meer zien en zal de hertog de loopbaan van Grey ruineren. Het wordt niet beter als ze zwanger blijkt van Grey. Uitindelijk kiest de hertogin voor haar kinderen en keert ze terug bij de hertog.

## Rolverdeling
- Keira Knightley – Georgiana Cavendish (meisjesnaam: Spencer), hertogin van Devonshire
- Ralph Fiennes – William Cavendish, hertog van Devonshire
- Hayley Atwell – Lady Elizabeth "Bess" Foster
- Charlotte Rampling – Lady Spencer
- Dominic Cooper – Charles Grey
- Aidan McArdle – Richard Sheridan
- Emily Jewell – Nanny